# تپه یاتاق
تپه یاتاق مربوط به سده‌های اولیه دوران‌های تاریخی پس از اسلام است و در شهرستان گرمی، بخش انگوت، دهستان پائین برزند، روستای برزند واقع شده و این اثر در تاریخ ۲۷ اسفند ۱۳۸۶ با شمارهٔ ثبت ۲۲۶۱۲ به‌عنوان یکی از آثار ملی ایران به ثبت رسیده است.